# Витовский, Дмитрий Дмитриевич (младший)
Дмитрий Дмитриевич Витовский (1919—1947) — деятель Украинской повстанской армии. Младший лейтенант ВВС СССР. Начальник Военно-полевой жандармерии УПА ВО-4 «Говерла», командир ТВ-24 «Маковка» (05.1945 — плен 28.03.1946). Сын военного министра ЗУНР Дмитрия Витовского.

## Биография
Родился 7 июля 1919 в поселке Брошнев-Осада Долинского уезда (теперь Ивано-Франковской области) в семье военного министра Западно-Украинской Народной Республики Дмитрия Витовского. Отец погиб 2 (4) августа 1919 году, так и не увидев сына. Мать вышла второй раз замуж за отставного польского офицера и переехала в Вильнюс, где прошло детство Дмитрия и где в 1937 он окончил гимназию.
В 1938 году он переезжает во Львов и в июне 1939 года поступает на географический факультет Львовского университета. Там присоединяется к украинскому националистическому движению и становится членом ОУН. Весной 1939 годом получает должность организационного референта географического факультета, в подчинении у которого 36 человек.

### В Красной Армии
После оккупации Западной Украины Советским Союзом Дмитрий Витовский в феврале 1940 года был мобилизован в Красную Армию. Учился в авиационном училище в городе Энгельсе возле Саратова. В марте 1941 окончил училище в звании младшего лейтенанта и был отправлен для несения службы в 273-ю специальную эскадрилью. Летом 1941 года, накануне Великой Отечественной войны, получил отпуск и приехал во Львов, где восстановил связь с ОУН, после чего принял решение не возвращаться в ряды Красной Армии. Работал на хозяйственных должностях в лесничестве митрополита Андрея Шептицкого.

### В УПА
Летом 1943 вступил в ряды Украинской Повстанческой Армии и стал адъютантом командира Старшинской школы УПА «Олени» Федора Полевого «Поля», проводил подготовку курсантов.
В ноябре 1944 года Дмитрия Витовского назначают комендантом Военно-полевой жандармерии УПА в Станиславовскую (ныне Ивано-Франковскую) область. Он был автором дисциплинарного устава УПА, которым предусматривались следующие ступени наказания: предупреждение, перевод виновного в другой отдел, арест и суд, а за особо тяжкие нарушения — расстрел. В мае 1945 года функции Военно-полевой жандармерии были переданы Службе безопасности ОУН, в связи с чем его назначили командиром Тактического подразделения «Маковка».
17 июля — 24 октября 1945 Дмитрий Витовский — командир Первого словацкого рейда, задачей которого было провести пропагандистскую работу на территории Словакии и наладить сотрудничество с местным антикоммунистическим подпольем.
26 марта 1946 вблизи села Каменка, Витовский с группой своих охранников попал в засаду 215-го полка Внутренних войск. Повстанцы пробились из окружения и пытались оторваться от чекистов. Через два дня они снова столкнулись с ними. В упорном бою восемь повстанцев погибли, их командир, попав в тупик, выстрелил себе в висок.

Тяжело раненного, но ещё живого Дмитрия Витовского чекисты забрали с собой и в течение нескольких месяцев оказывали медицинскую помощь в тюремной больнице. Следствие, длившееся с 25 июня по 16 декабря 1946 года, надеялось получить от него ценную информацию. Во время судебного процесса Дмитрий Витовский заявил: 
4 февраля 1947 суд вынес приговор — лишить Дмитрия Витовского воинского звания младшего лейтенанта и приговорить к высшей мере наказания — расстрелу.